# Matthias Lanzinger
Matthias Lanzinger född 9 december, 1980 i Salzburg är en österrikisk alpin skidåkare. 
Lanzingers debuterade i världscupen under 2005 och hans bästa resultat var en 3:e plats från Super-G i Beaver Creek Resort den 1 december 2005.

## Olyckan
Den 2 mars 2008 kolliderade Lanzinger i hög hastighet med en port efter ett hopp i Super-G-tävlingen i norska Kvitfjell. Lanzinger fördes till sjukhuset i Lillehammer och sedan vidare till universitetsjukhuset i Oslo för omedelbar operation. Tisdagen den 4 mars meddelade läkarna att de var tvungna att amputera en del av benet då de inte kunde återupprätta blodcirkulationen.

## Paralympiska vinterspelen
- 2014 Sotji -  - Super-G
- 2014 Sotji -  - Kombination